# Àngel Vallverdú Rom
Àngel Vallverdú Rom (Montbrió del Camp, Baix Camp, 1973) és un músic i escriptor català. Es va iniciar al món de la música de forma autodidacta tocant la gralla. Més endavant va interessar-se pel flabiol i el tamborí, instruments que toca de manera professional tant amb el grup de Ball de Bastons de Cambrils, com amb altres grups i també en solitari. Ha participat en diferents enregistraments musicals i ha rebut diversos guardons en certàmens de música tradicional.
És també un investigador de la cultura tradicional en general i del ball de bastons en particular. L'any 2016 guanya el 29è Premi de Narrativa Sebastià Juan Arbó de Sant Carles de la Ràpita per la novel·la No es poden donar tants llangostos a la sibeca.

## Obra publicada
- Les músiques del ball de bastons i el seu context. (Cossetània, 2005)
- El ball de bastons a les comarques de Tarragona. (Diputació de Tarragona, 2007)
- ... mireu com passen tocant els bastons. (Cossetània, 2008)
- No es poden donar tants llangostos a la sibeca. (Cossetània, 2017)